# Notolomatia basutoensis
Notolomatia basutoensis är en tvåvingeart som först beskrevs av Hesse 1956.  Notolomatia basutoensis ingår i släktet Notolomatia och familjen svävflugor.
Artens utbredningsområde är Lesotho. Inga underarter finns listade i Catalogue of Life.